# Fernerköpfl
Das Fernerköpfl (italienisch Pizzo di Vedrette) ist ein 3248 m hoher Berg in der Rieserfernergruppe in Südtirol.

## Lage und Umgebung
Das Fernerköpfl liegt im Naturpark Rieserferner-Ahrn. Am Gipfel treffen sich die Grate der angrenzenden Gipfel, nämlich des Schneebigen Nocks von Nordwesten, des Magersteins und Frauenköpfls von Osten sowie der Gelttalspitze von Südwesten.

## Geologie
Das Fernerköpfl besteht aus hellem, mittel- bis feinkörnigem Tonalit des Rieserferner-Plutons. Westlich des Gipfels beginnt das oberostalpine Alte Dach mit den dunklen Gneisen des Schneebigen Nocks. Der Übergang der Gesteinsarten ist beim Aufstieg von der Rieserfernerhütte deutlich sichtbar. Der Kontakt zwischen der metamorphen Hüllserie und dem Tonalit ist am Fernerköpfl relativ steil, verflacht aber zusehends unterhalb des Schneebigen Nocks.

## Anstiegsmöglichkeiten
Der einfachste Aufstieg zum Gipfel erfolgt gletscherfrei von der Rieserfernerhütte durch die Südostflanke der Gelttalspitze. Die Rieserfernerhütte kann von Südosten aus dem Antholzer Tal oder von Norden aus dem Reintal erreicht werden. Eine weitere Zustiegsmöglichkeit bietet sich von der Kasseler Hütte über den Westlichen Rieserferner.